# Nordost (Drama)
Nordost ist ein Drama von Torsten Buchsteiner und stellt mit drei Frauen die Geiselnahme im Moskauer Dubrowka-Theater (in welchem zur Zeit der Geiselnahme das Musical Nord-Ost gespielt wurde) im Oktober 2002 dar.

## Personen
- Zura, Tschetschenin, Witwe des Tschetschenen Aslan
- Tamara, Lettin, Witwe des Russen Nikolaj
- Olga, Russin, verheiratet mit dem Russen Oleg

## Inhalt
Das Drama behandelt drei Moskauer Frauen: die tschetschenische Attentäterin Zura, die russische Buchhalterin Olga und die lettische Ärztin Tamara. Zura stürmt zusammen mit 41 anderen Geiselnehmern am 23. Oktober 2002 das Moskauer Dubrowka-Theater. Olga, ihr Mann und ihre neunjährige Tochter sehen sich das Musical an und werden zu Geiseln der Tschetschenen. Tamara ist zu dieser Zeit mit einem Notarztwagen unterwegs, und die Tschetschenen akzeptieren, dass sie die Geiseln medizinisch versorgt.
Der Verlauf der Geiselnahme wird von nun an aus den Perspektiven dieser drei Frauen behandelt.
Nachdem die Geiselnahme von russischen Polizeieinheiten mittels eines Gasangriffes unter Inkaufnahme zahlreicher Todesopfer beendet wurde, endet das Stück mit der Nachrichtenmeldung: Für jede getötete Geisel zahlte die Regierung 3.150 Euro. Überlebende bekamen die Hälfte.

## Uraufführung
- 22. April 2006 am Königliches Dramatisches Theater Dramaten in Stockholm, Regie: Ellen Lamm

## Publikationen (Auswahl)
- Nordost von Torsten Buchsteiner, Eine Kooperation mit dem Ensemble Cantadores, Inszenierung: Eva Hosemann, Schauspielerinnen: Zura: Adriana Kocijan, Tamara: Petra Weimer, Olga: Janin Roeder, Programmheft, Gastspiel Theater Rampe Stuttgart im Kosmos Theater Wien 2009.[1]

## Auszeichnungen
- 2005: Else-Lasker-Schüler-Dramatikerpreis
- 2005: Jurypreis der 1. St. Galler Autorentage

## Rezensionen
- Buchsteiner thematisiert in Nordost den Tschetschenienkonflikt im Allgemeinen und die Geiselnahme, die sich 2002 in einem Moskauer Musicaltheater ereignete, im Besonderen. Er verhandelt die komplexe Problematik anhand des Schicksals dreier unterschiedlich betroffener Frauen.  Pressemitteilung  Else-Lasker-Schüler Dramatikerpreis

- Ein brisanter, politischer Stoff – dramatisch überzeugend umgesetzt.  St. Galler Tagblatt

- Es gelingt das Kunststück, das hochkomplexe Thema Terror ins Exemplarische zu verdichten. Trotz des Gewaltszenarios ist es ein fast intimes Stück: ein Stück, in dem nur drei Stimmen, die von Zura, Tamara und Olga, zu hören sind, einzeln zunächst, dann sich begegnend, sich kreuzend, sich verwebend, und schließlich wieder in der Vereinzelung, allein. Monologe, Dialoge, Trialoge – dazu ein Prolog und ein Epilog: Das Stück hat einen fast klassischen Aufbau, und es hat einen Rhythmus, eine Beschleunigung, eine emotionale Kompression, die anrührt, erschreckt, schockt. Ein Wahnsinnsaugenblick der Zeitgeschichte.  Gerhard Jörder, ZEIT